# Santa Rita do Ribeira
Santa Rita do Ribeira é um distrito do município brasileiro de Miracatu, no interior do estado de São Paulo.

## História

### Formação administrativa
- Distrito criado pela Lei n° 3.198 de 23/12/1981, com sede no Bairro de Santa Rita de Cássia e com território desmembrado do distrito de Pedro Barros[3][4].

## Geografia

### Demografia

#### População urbana
| Crescimento população urbana | Crescimento população urbana | Crescimento população urbana | Crescimento população urbana |
| Censo                        | Pop.                         |                              | %±                           |
| ---------------------------- | ---------------------------- | ---------------------------- | ---------------------------- |
| 1980                         | 672                          |                              | —                            |
| 1991                         | 728                          |                              | 8,3%                         |
| 2000                         | 896                          |                              | 23,1%                        |
| 2010                         | 799                          |                              | −10,8%                       |
| Fonte: IBGE e Fundação SEADE |                              |                              |                              |

#### População total
Pelo Censo 2010 (IBGE) a população total do distrito era de 2 570 habitantes.

### Área territorial
A área territorial do distrito é de 175,943 km².

### Rodovias

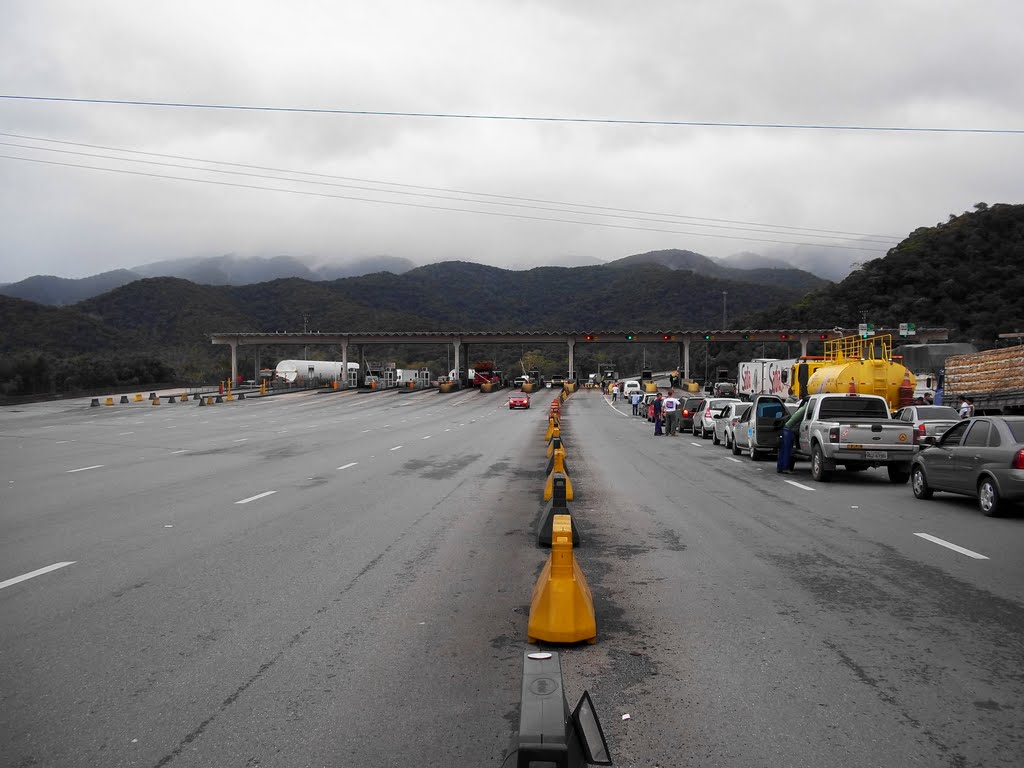
Pedágio na Rodovia Régis Bittencourt.

O principal acesso ao distrito é a Rodovia Régis Bittencourt (BR-116).

## Serviços públicos

### Registro civil
Feito na sede do município, pois o distrito não possui Cartório de Registro Civil das Pessoas Naturais.

### Saneamento
O serviço de abastecimento de água é feito pela Companhia de Saneamento Básico do Estado de São Paulo (SABESP).

### Energia
A responsável pelo abastecimento de energia elétrica é a Neoenergia Elektro, antiga CESP.

### Telecomunicações
O distrito era atendido pela Telecomunicações de São Paulo (TELESP), que inaugurou a central telefônica utilizada até os dias atuais. Em 1998 esta empresa foi vendida para a Telefônica, que em 2012 adotou a marca Vivo para suas operações.

## Religião
O Cristianismo se faz presente no distrito da seguinte forma:

### Igreja Católica
- A igreja faz parte da Diocese de Registro[16].

### Igrejas Evangélicas
- Congregação Cristã no Brasil[17].